# スプリングフィールドM1816
スプリングフィールドM1816（英:Springfield US Model 1816 Musket）は、19世紀初頭に米国で使用された.69口径フリントロック式マスケット銃。

## 歴史
1812年の米英戦争では、米国のマスケット(M1795)の弱点が明らかとなった。M1812は、デザイン・製造プロセス双方の改善を目指したものであった。M1816はさらなる改善を求めたものであり、M1812を置き換えた。M1812はフランスのシャルルヴィル・モデル1777マスケットのデザインに大きく依存したものであったが、M1816にもこのデザインは引き継がれた。M1816は、.69口径、銃身長42インチでM1812に類似していたが、ロックプレートは長く、トリガー・ガードは短くなり、またより長い銃剣を採用した。銃床の形状はより直線的になった。全長は58インチであった。
M1816マスケットは、1816年から1844年にかけてハーパーズ・フェリー兵器廠及びスプリングフィールド兵器廠で生産された。約675,000丁のM1816が生産されたが、これは米国のマスケット銃の中で最多であった。
M1816はフリントロック式マスケットであったが、他のフリントロック式と同様、後に多くがパーカッションロック式（雷管）式へ改造された。雷管式はより信頼性が高く、悪天候にも強かった。
M1816はテキサス革命においてはテキサス兵が使用し、米墨戦争ではアメリカ陸軍及び民兵組織が使用した。南北戦争においても、その初期、1862年頃までM1816が使用された。
M1816に改良が加えられ、M1822、M1835、M1840、M1842が製造された。陸軍武器科はこれらを別モデルとしているが、米国政府の文書ではこれらは引き続きM1816と記載されている。現代の歴史家も、これら銃の分類に関しては一致を見ていない。

## 参考資料
- Carl P. Russell: Guns on the Early Frontiers: From Colonial Times to the Years of the Western Fur Trade (Dover Military History, Weapons, Armor), Dover Publications (March 24, 2005), ISBN 978-0486436814 (original hard cover in 1980)